# Heteromeringia novaguinensis
Heteromeringia novaguinensis är en tvåvingeart som beskrevs av Mitsuhiro Sasakawa 1966. Heteromeringia novaguinensis ingår i släktet Heteromeringia och familjen träflugor. Inga underarter finns listade i Catalogue of Life.